# Petr Štěpánek (stavař)
Petr Štěpánek (* 2. dubna 1953 Bratislava) je český stavař a vysokoškolský pedagog, v letech 2014 až 2022 rektor Vysokého učení technického v Brně.
V roce 1976 absolvoval Fakultu stavební VUT v Brně, obor konstrukce a dopravní stavby. V letech 1980 až 1986 vystudoval matematickou informatiku na Přírodovědecké fakultě UJEP v Brně.
V letech 2003–2010 byl děkanem Fakulty stavební VUT v Brně. Počátkem listopadu 2013 byl zvolen novým rektorem Vysokého učení technického v Brně, funkce se ujal na začátku února 2014. V říjnu 2017 byl zvolen na druhé čtyřleté období. Na konci ledna 2018 jej do této funkce opět jmenoval prezident Miloš Zeman, a to s účinností od 1. února 2018. Funkci zastával do konce ledna 2022, kdy jej v ní vystřídal Ladislav Janíček.